# عمر لوبيس (ممثل)
عمر الفتاح لوبيس أو عمر لوبيس (بالإندونيسية: Umar Lubis)‏ هو ممثل إندونيسي.

## روابط خارجية
عمر لوبيس على موقع IMDb (الإنجليزية)

- عمر لوبيس على إنستغرام